# Miranda de Ebro
Miranda de Ebro (spanskt uttal: [miˈɾan̪da ðe ˈeβɾo]) är en stad och kommun i provinsen Burgos i den autonoma regionen Kastilien och León i norra Spanien. Staden ligger vid floden Ebro, cirka 72 kilometer nordost om Burgos. Kommunen har 36 018 invånare (2024), på en yta av 101,20 km².